# Pays du Sud Toulousain
Le Pays Sud Toulousain est un Pôle d'équilibre territorial et rural (PETR), Établissement public d’intérêt communautaire au sens aménagement du territoire.

## Localisation
Le Pays Sud Toulousain est situé entre Muret et Saint-Gaudens au sud de Toulouse dans le département de la Haute-Garonne. Compris dans l’aire urbaine et la zone d’emploi de Toulouse, ce territoire rural connaît depuis une vingtaine d’années une forte mutation socio-économique. Il se situe aux portes du Comminges et du piémont pyrénéen et se positionne également comme une porte d’entrée Sud de l’aire métropolitaine Toulousaine.

## Description
- Date de reconnaissance : février 2003
- Villes principales : Auterive, Carbonne, Cazères, Rieumes, Venerque, Noé, Le Fousseret.

Établissement public de coopération intercommunale, le Pays Sud Toulousain fonctionne avec un Conseil Syndical composé de 42 délégués élus par chacune des 3 communautés de communes adhérentes. Le nombre de sièges de chaque communauté est fixé par les statuts en fonction de la population. Le conseil élit un bureau syndical.
Il a pour missions : 
- L'urbanisme : Schémas de Cohérence Territoriale (SCoT) et Application du Droit des Sols;
- Les économies d'énergie : Espace Info Énergie, plateforme Objectif Réno, Conseil en Énergie Partagé, précarité énergétique;
- Financement de projets : à travers les politiques de contractualisation et notamment le programme européen LEADER.

Le Pays Sud Toulousain s'est fortement engagé depuis 2010 et l’élaboration d'un Plan Climat Énergie Territorial (PCET), sur la voie de la transition énergétique : Territoire à énergie positive pour la croissance verte, il développe entre autres un plan de mobilité à l'échelle du territoire, s'engageant ainsi dans une série d'actions qui concernent la limitation des émissions de gaz à effet de serre, la réduction des consommations énergétiques et le développement des énergies renouvelables.

## Communes membres
Il regroupe 3 communautés de communes pour un total de 99 communes.
- La communauté de communes du Volvestre
- La communauté de communes Cœur de Garonne
- La communauté de communes du Bassin Auterivain Haut-Garonnais